# Bérengère Ire (reine de Castille)
Pour les articles homonymes, voir Bérengère de Castille.
Bérengère de Castille (Doña Berenguela en espagnol), née le 1er juin 1180 à Ségovie et morte le 8 novembre 1246 à Burgos, est la fille aînée d'Alphonse VIII de Castille, roi de Castille et d'Aliénor d'Angleterre, et femme d'Alphonse IX de León, roi de León, qui la répudie en 1209 sous prétexte de parenté.
Les États de Castille la déclarent régente en 1211 pendant la minorité de son frère Henri Ier de Castille, elle doit faire face à la révolte nobiliaire, et abdiquer de ses fonctions en faveur du comte de Lara, qui néanmoins la bannit du royaume par la suite. Elle y rentre après la mort de son frère, auquel elle succède en 1217, peu de temps après elle remet la couronne à son fils aîné Ferdinand III de Castille et meurt en 1246.

## Source
Cet article comprend des extraits du Dictionnaire Bouillet. Il est possible de supprimer cette indication, si le texte reflète le savoir actuel sur ce thème, si les sources sont citées, s'il satisfait aux exigences linguistiques actuelles et s'il ne contient pas de propos qui vont à l'encontre des règles de neutralité de Wikipédia.